# Mel London
Mel London (* 21. August 1923 in der Bronx, New York City; † 18. Mai 2015 in East Village, Manhattan, New York City) war ein US-amerikanischer Filmemacher und Sachbuchautor.

## Leben
Mel London wuchs in der Bronx als Sohn von Emigranten auf. Seine Mutter wurde in England geboren und kam als Kind in die USA. Sein Vater stammte aus Litauen (damals Russland) und war als professioneller Boxer und später in der Bekleidungsbranche tätig. Nach dem Schulbesuch begann Mel London ein Studium am City College of New York, trat jedoch 1942 angesichts seiner bevorstehenden Einberufung im Zuge des Zweiten Weltkriegs in die United States Army ein. Dort gehörte er der Fernmeldetruppe (Signal Corps) an, besuchte die Officer Candidate School und wurde zum Second Lieutenant befördert. Er hielt sich in Deutschland auf, nahm jedoch an keinen Kampfhandlungen teil.
Nach dem Krieg kehrte Mel London kurzzeitig in die Vereinigten Staaten zurück und heiratete dort 1946 die aus Brooklyn stammende Kunststudentin Sheryl Adam. Gemeinsam lebten sie danach zwei Jahre in Europa, zunächst in Salzburg und dann in Berlin. Dort war Mel London als Sportkommentator und DJ für das American Forces Network tätig. Zurück in den USA trat er 1949 eine Stelle als Executive Producer bei dem Unternehmen On Film in Princeton, New Jersey, an. Die gleiche Funktion übernahm er 1956 bis 1960 bei Transfilm-Caravel in New York. Danach arbeitete er für Wilding Inc., wo er die internationale Abteilung leitete. Dort produzierte er den Dokumentar-Kurzfilm To Live Again, der das Thema Altern und Parkinson-Krankheit behandelt. Dieser brachte ihm eine Nominierung bei der Oscarverleihung 1964 ein.
1966 wurde Mel London Vizepräsident der Abteilung für Industriefilme des kalifornischen Filmstudios Wolper Productions. Da er nicht nach Kalifornien ziehen wollte, verließ er jedoch bald das Unternehmen und wurde stattdessen Partner von Lee R. Bobker und Vision Associates in New York. Neben der Produktion war er auch als Autor und Regisseur von Filmen (u. a. Broadway-Fernsehserie Play of the Week) tätig.
1979 gründeten Mel und Sheryl London das Dokumentar- und Wirtschaftsfilme produzierende Unternehmen Symbiosis Inc. Dort übernahm Mel London überwiegend Regie und Produktion, während seine Ehefrau als Autorin und Artdirector mitwirkte. Zusammen veröffentlichte das Ehepaar außerdem 16 Bücher zu den Themen Kochen und Lifestyle. Hierfür erhielten sie mehrere Auszeichnungen, so gewann ihr Meeresfrüchte-Kochbuch A Seafood Celebration 1994 den James Beard Cookbook Award. Ihre Bücher entstanden im Urlaub und an Wochenenden in einer Ferienwohnung auf Fire Island. Dabei übernahm Sheryl London Recherche und Kreation der Rezepte, während Mel London als Autor fungierte. Daneben publizierte er auch allein einige Sachbücher, unter anderem über den Einstieg in die Filmbranche. Er lehrte zudem an der Filmschule der New York University.
Mel London starb 2015 an Herzversagen in seinem Zuhause im New Yorker Stadtteil East Village. Er hinterließ seine Ehefrau und einen Bruder.

## Publikationen (Auswahl)
- Bread winners: more than 200 superior bread recipes and their remarkable bakers. Rodale Press, Emmaus 1979, ISBN 0-87857-269-4.
- mit Sheryl London, Charles Gerras: The fish-lovers’ cookbook: more than 300 Kitchen-tested recipes. Rodale Press, Emmaus 1980, ISBN 0-87857-299-6.
- mit Sheryl London, Charles Gerras: Sheryl & Mel London’s Creative cooking with grains & pasta. Rodale Press, Emmaus 1982, ISBN 0-87857-413-1.
- Making it in film. Simon & Schuster, New York 1985, ISBN 0-671-55542-1.
- Getting into Film. Ballantine Books, New York 1986, ISBN 0-345-32640-7.
- The second spring of your life: how you can make your middle years joyous and productive. Continuum, New York 1990, ISBN 0-8264-0457-X.
- mit Sheryl London: A seafood celebration: healthful, festive, easy-to-prepare recipes for the casual cook or the connoisseur. Simon & Schuster, New York 1993, ISBN 0-671-76813-1.
- mit Sheryl London: The Gourmet Garage cookbook: 200 everyday recipes using fresh and exotic ingredients from around the world. Henry Holt, New York 2000, ISBN 0-8050-5411-1.

## Filmografie (Auswahl)
- 1960: Play of the Week (Fernsehserie)
- 1963: To Live Again (Kurzfilm)
- 1983: Your Future in Art – a Career for the 80's
- 1988: Hands of Love – the Little Sisters of the Poor
- 2005: The Cloak of Juan Diego – the Story of Our Lady of Guadalupe